# Fileni

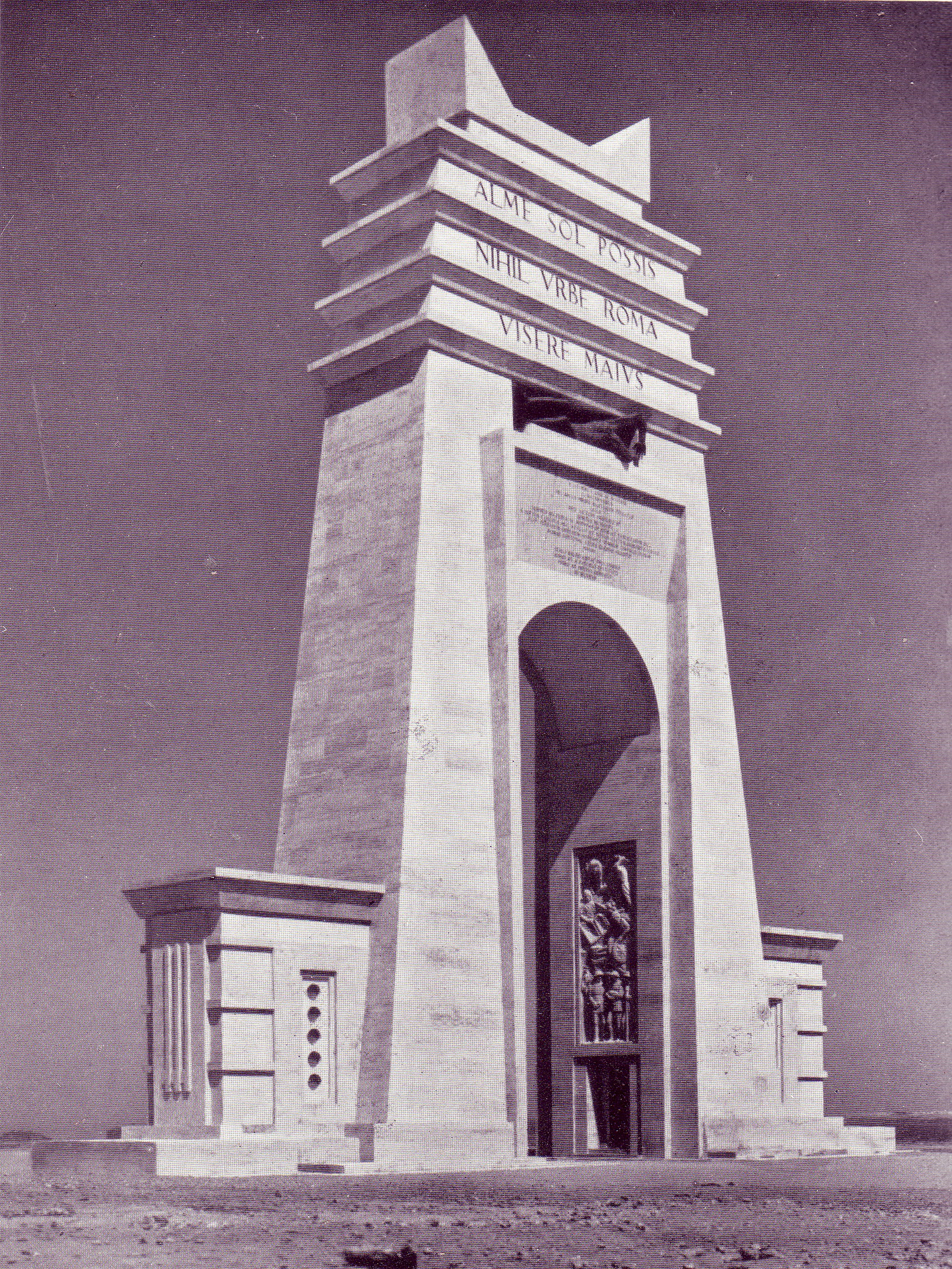
L'arco dei Fileni

I Fileni (greco Φιλαίνοι) erano due fratelli cartaginesi che parteciparono ad una corsa contro avversari della città di Cirene, secondo la leggenda raccontata da Sallustio nel Bellum Iugurthinum.
Durante l'espansione di Cartagine nelle Sirti ci fu un disaccordo con gli abitanti di Cirene, di origine greca, sui confini dei due stati, essendo la regione sabbiosa e con pochi punti di riferimento. Invece di intraprendere un conflitto armato, si convenne di risolvere la questione organizzando una competizione di corsa: sarebbero stati posti i confini là dove i campioni delle città-stato, partendo dalle rispettive città nel medesimo istante, si fossero incontrati lungo la costa.
I campioni cartaginesi si chiamavano Fileni e quando incrociarono gli avversari cirenaici, molto più vicino a Cirene che a Cartagine, furono accusati di essere partiti in anticipo e così di aver violato gli accordi stabiliti. Per dare testimonianza della loro buona fede, i due Cartaginesi si dissero disposti ad esser sepolti immediatamente sul confine. Più tardi i loro concittadini eressero sul posto due altari loro dedicati in una località che da loro prese nome Arae Philaenorum, cioè altari dei Fileni. Questa località è oggetto di dibattito, poiché nessuna traccia ci è pervenuta. Strabone la collocava tra Charax ed Automala, oggi chiamata El-Agheila, evocando la presenza sul posto di due colonne, mentre Plinio il Vecchio evocava delle strutture naturali.
La maggior parte degli archeologi localizzano oggi il confine nel sito di Graret Gser et-Trab identificato da Richard George Goodchild nella sua spedizione del 1950 a sei chilometri a sud di Ras el-Aali in Libia.
Nel 1937, sotto la dominazione coloniale italiana, venne costruito nelle vicinanze l'arco dei Fileni, smantellato dai libici nel 1973.

### Fonti antiche
- Strabone, Geografia, XVII, 3, 20.
- Polibio, Storie, III, 39, X, 40.
- Sallustio, De bello Iugurthino, 19, 79.
- Plinio, Naturalis Historia, V, 4.